# A310 (Russland)
Die A310 ist eine Fernstraße föderaler Bedeutung in Russland. Sie verläuft von Tscheljabinsk zur kasachischen Grenze. Auf den ersten etwa 45 km bis kurz hinter Jemanschelinsk ist sie autobahnähnlich ausgebaut.
Zur Zeit der Sowjetunion führte die M36 weiter auf dem Gebiet der Kasachischen SSR über Zelinograd (heute Astana) nach Almaty. Bis in die 1990er-Jahre gehörte auch der teils zur Autobahn ausgebaute, 232 km lange Abschnitt zwischen Jekaterinburg und Tscheljabinsk zu der Straße, bis er als Zweigstrecke der M5 Ural deklariert wurde.
Die Straße erhielt die Nummer A310 im Jahr 2010.

## Verlauf
Oblast Tscheljabinsk
000 km – Tscheljabinsk, Anschluss an M5 Ural und R254 Irtysch
013 km – Anschluss an die südliche Umgehung von Tscheljabinsk (75K-205), Abzweig der 75K-012 über Jetkul nach Oktjabrskoje
018 km – Ende des gemeinsamen Verlaufes mit der 75K-205
024 km – Korkino
026 km – Abzweig nach Perwomaiski (12 km)
041 km – Jemanschelinsk
060 km – Abzweig nach Krasnogorski (4 km)
091 km – Juschnouralsk, Abzweig nach Uwelski (5 km)
092 km – Abzweig der 75K-004 (ehemals R360) über Plast nach Magnitogorsk
124 km – Abzweig der 75К-237 nach Berlin (15 km)
142 km – Troizk, Abzweig der 75K-023 nach Oktjabrskoje
150 km – Staatsgrenze zu Kasachstan

## Weiterer Verlauf als M36 bis 1991
(Kilometrierung ab Jekaterinburg)
0541 km – Qostanai
0994 km – Atbassar
1250 km – Zelinograd
1469 km – Qaraghandy
1834 km – Balqasch
2458 km – Qaskeleng (bei Almaty), Einmündung auf die M 39